# Júnior (football, 1973)
Pour les articles homonymes, voir Angelo, De Souza et Júnior.
Jenílson Angelo de Souza, plus connu sous le nom de Júnior, est un footballeur international brésilien né le 20 juin 1973 à Santo Antônio de Jesus (Brésil). 

## Carrière

### En club
- 1992 – 1995 :  EC Vitória
- 1996 – 2000 :  SE Palmeiras
- 2000 – 2004 :  Parme AC
- 2004 :  AC Sienne
- 2004 – 2008 :  São Paulo FC
- 2009 – 2010 :  Atlético Mineiro
- 2010 :  Goiás EC

### En équipe nationale
Il compte 19 sélections avec l'équipe du Brésil. Il a fait partie de la sélection brésilienne qui a remporté la coupe du monde 2002 (titulaire lors du troisième match contre le Costa Rica lors duquel il est l'auteur d'une performance remarquée).

## Statistiques

### But international
| 0   | Date         | Lieu                                                     | Compétition                            | Résultat | Adversaire | Détail | Détail         | Détail | Sél. |
| --- | ------------ | -------------------------------------------------------- | -------------------------------------- | -------- | ---------- | ------ | -------------- | ------ | ---- |
| 1er | 13 juin 2002 | Stade de la Coupe du monde de Suwon, Suwon, Corée du Sud | Premier tour de la Coupe du monde 2002 | V 2-5    | Costa Rica | 64e    | du pied gauche | 2-5    | 14e  |

## Palmarès
- Vainqueur de la coupe du monde 2002 avec l'équipe du Brésil
- Champion du Brésil en 2006, 2007 et 2008 avec São Paulo FC
- Champion de l'État de Bahia en 1992 et 1995 avec EC Vitória
- Champion de l'État de São Paulo en 1996 avec SE Palmeiras, en 2005 avec São Paulo FC
- Coupe intercontinentale en 1996 avec SE Palmeiras et en 2005 avec São Paulo FC
- Coupe du Brésil en 1998 avec SE Palmeiras
- Coupe Mercosul en 1998 avec SE Palmeiras
- Copa Libertadores en 1999 avec SE Palmeiras, en 2005 avec São Paulo FC.
- Tournoi Rio - São Paulo en 2000 avec SE Palmeiras
- Coupe des champions du Brésil en 2000 avec SE Palmeiras
- Coupe d'Italie en 2002 avec Parme AC

- « Ballon d’argent brésilien » en 1998